# Yves Saint-Laurent
Yves Saint-Laurent (Yves Henri Donat Mathieu-Saint-Laurent) (Orán, Algéria, 1936. augusztus 1. – Párizs, 2008. június 1.) francia divattervező, 2002-es visszavonulásáig az haute couture és a prêt-à-porter területén dolgozott. Nevét viseli az általa alapított divatház.

## A divattervező
Saint-Laurent algériai francia családba született (születésekor Algéria még Franciaország közvetlen része, majd tengerentúli megyéje), apja egy biztosítótársaság vezető tisztviselője volt. Mind apai, mind anyai nagyszülei Elzászból menekültek a porosz–francia háború elől Észak-Afrikába. A helyi gimnázium egy diákelőadása alkalmával lobbant szerelemre a jelmeztervezés iránt, ekkor tizenegy éves volt. A divatvilág iránti ébredő vonzalma egyidejűleg menekülést is jelentett diáktársai gúnyolódása elől, akik a feminin kisfiúban állandó céltáblára leltek. 
Tizenhét évesen, 1953-ban költözött Párizsba, itt az haute couture szakmai kamara divatiskolájában (Chambre Syndicale de la Haute Couture) tanult. Képzése idején már versenyt nyert az IWS (Nemzetközi Gyapjútitkárság) pályázatán egy koktélruha tervével. Miután divatrajzai a Vogue-ban is megjelentek, a főszerkesztő felfigyelt rá, és Christian Dior figyelmébe ajánlotta, aki alkalmazta is divatházában, és Saint Laurent Dior haláláig (1957) itt dolgozott. Már 21 évesen művészeti vezetővé nevezték ki, azzal a nem titkolt céllal, hogy a válságba került céget megmentse a csődtől. 
A Diornál készített első kollekciója (Ligne Trapèze) már világsikert aratott. Megszabadította a ruhákat a tömésektől és merevítőktől, természetes vonalú modelleket készített. 1960-ban behívták katonai szolgálatra szülőföldjére, Algériába, ahol évek óta polgárháború tombolt. Néhány nap leforgása alatt idegösszeomlást kapott. Egy zárt elmegyógyintézetbe került, ahol elektrosokk-terápiával és drogokkal kezelték, aminek következtében drogfüggő lett, így végül állását is elveszítette a Dior-háznál.
1961-től a Bergé-divatház alkalmazta (a tulajdonos egyidejűleg Saint-Laurent élettársa volt), illetőleg már saját neve alatt is készített kollekciókat. Kísérletező hajlamára jellemző például, hogy egy 1975-ös bemutatója alkalmával a korábban kizárólag munkaruházatként ismert overált a divatruházat szintjére emelte. Az aktív tervezéstől 2002-ben visszavonult.

## Kollekciók
Tervezései a hatvanas években gyakran botrányszámba mentek, így például elsőként készített átlátszó anyagokból modelleket (Nude-Look), és farmeranyagból is az elsők között tervezett. 
A hatvanas-hetvenes években az Yves Saint-Laurent-divatház olyan trendeket követett, sőt nem ritkán ezek úttörőjévé is vált, mint a Beatnik-Look, a tweedöltönyök, szűk nadrágok és szűk, combközépig érő csizmák, illetve 1966-ban a klasszikussá vált női nadrágkosztüm. Ugyanebben az évben nyitotta első, saját márkanevű prêt-à-porter-üzletét Párizsban, és az YSL-logó megkezdte nemzetközi diadalútját. Ekkoriban már sztárok is hordják ruháit, pl. Catherine Deneuve.

## A divatház

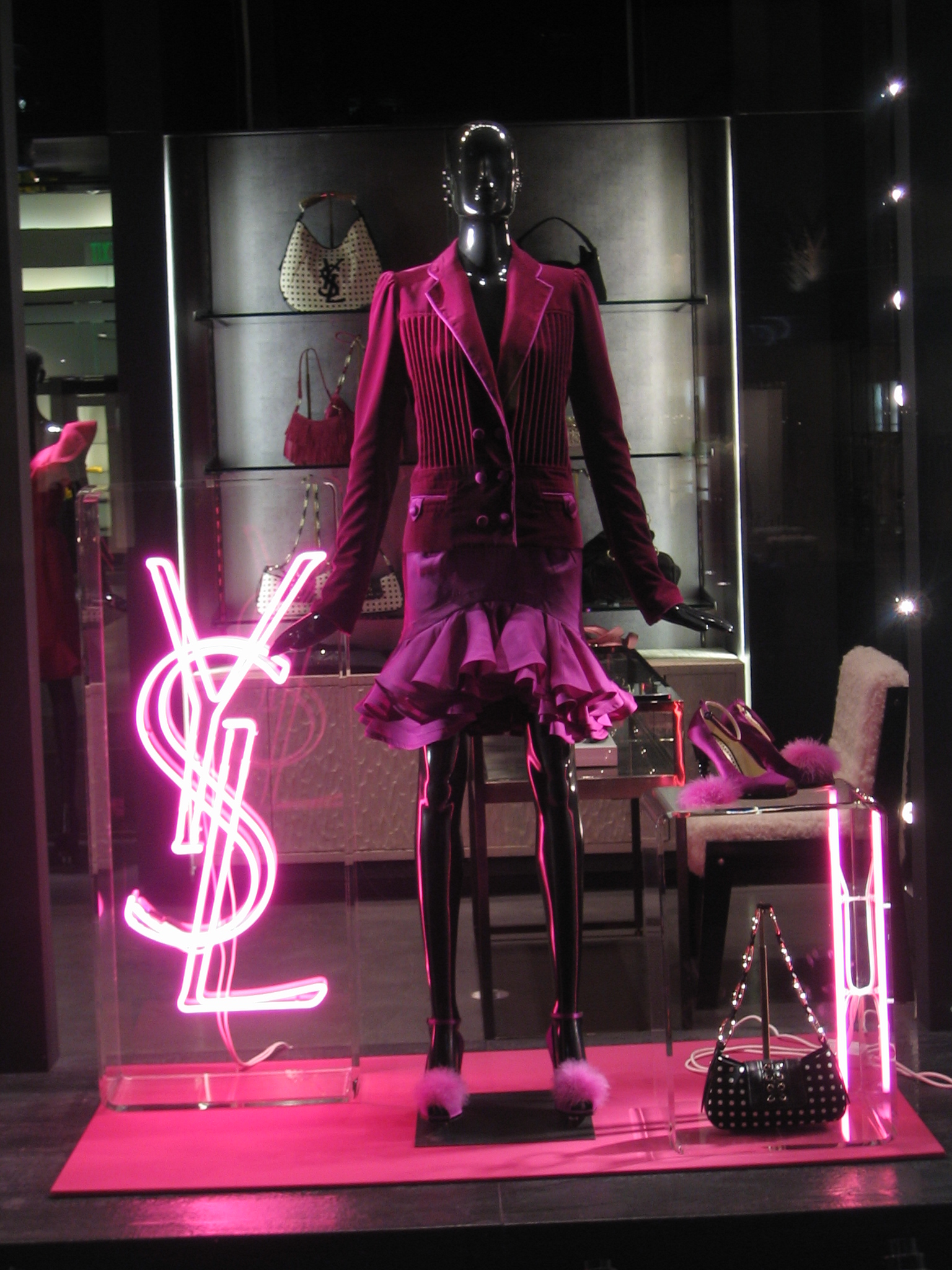
Egy Beverly Hills-i Yves Saint-Laurent-üzlet kirakata

A divatház a hatvanas évek vége óta tartó pénzügyi önállósága 1993-ban ért véget, mikor a Sanofi gyógyszerkonszern közel 600 millió dollárért felvásárolta. 1999-ben a Gucci magát az YSL-márkanevet is megvásárolta, a prêt-à-porter-részleg vezetését pedig az amerikai tervező, Tom Ford vette át, maga Saint-Laurent az haute couture-kollekciókat vitte tovább. 
2002-ben Yves Saint-Laurent látványos külsőségek közepette visszavonult a közvetlen tervezéstől. A búcsúbemutatón a divatvilág prominensei és a francia kulturális élet kiválóságai búcsúztatták, míg kedvenc modelljei: Naomi Campbell, Jerry Hall és Laetitia Casta utoljára léptek fel ruháiban, Catherine Deneuve pedig egy szerelmes dalt énekelt. La Villette-ben (Párizs egy kerülete) saját múzeuma nyílt.

## Kitüntetései
- A Francia Köztársaság Becsületrendjének lovagja és tisztje (1985, 1995)